# Kanzi (manzana)
Kanzi® es el nombre registrado de una variedad cultivar de manzano (Malus domestica) 'Nicoter' que ha sido desarrollado en Bélgica por "Better3Fruits" y "Greenstar Kanzi Europe" (GKE) de un cruce natural entre una manzana 'Gala' y una manzana 'Braeburn'. Kanzi es suajili para "tesoro escondido".

## Sinónimos
- 'Nicoter'

## Historia
'Nicoter' se encuentra cultivado en el National Fruit Collection con el "Accession No.2004 - 077".

## Características
La manzana 'Kanzi' tiene la misma paternidad que la 'Jazz' de Nueva Zelanda y son similares en sabor y apariencia. La textura de la variedad 'Jazz' es más dura. Los catadores han votado por el 'Kanzi' en lugar del 'Jazz'  Kanzi además es firme y bastante crujiente, bastante jugoso, ligeramente picante en lugar de dulce, con un sabor agradable y suave. Se utiliza principalmente para consumo fresco.